# Fed Cup 2001
La Fed Cup 2001 è stata la 39ª edizione del più importante torneo tennistico per nazionali femminili. Hanno partecipato alla competizione 90 nazionali. Il World Group era composto da 8 squadre divise in 2 gruppi, con le vincenti dei quali si incontravano in finale. La finale si è giocata dal 7 all'11 novembre al Parque Ferial Juan Carlos I di Madrid in Spagna ed è stata vinta dalla Belgio che ha battuto la Russia.

## World Group
Tutti gli incontri si sono disputati al Parque Ferial Juan Carlos I di Madrid in Spagna, su campi in terra indoor.
Pool A
1. Russia — promossa alla finale
2. Francia
3. Rep. Ceca
4. Argentina

Pool B
1. Belgio — promossa alla finale
2. Spagna
3. Germania
4. Australia

## World Group Play-offs
|  | Play-offs 21-22 luglio | Play-offs 21-22 luglio | Play-offs 21-22 luglio |           |                                               | 1º turno 28-29 aprile                         | 1º turno 28-29 aprile                         | 1º turno 28-29 aprile                         |  |  | 2º turno 21-22 luglio          | 2º turno 21-22 luglio          | 2º turno 21-22 luglio          |                                |                                |
|  |                        |                        |                        |           |                                               |                                               |                                               |                                               |  |  |                                |                                |                                |                                |                                |
|  |                        |                        |                        |           |                                               |                                               |                                               |                                               |  |  |                                |                                |                                |                                |                                |
|  |                        |                        |                        |           |                                               |                                               |                                               |                                               |  |  |                                |                                |                                |                                |                                |
|  | Venezuela              | Venezuela              | Venezuela              | Venezuela |                                               |                                               |                                               |                                               |  |  | Vittel, Francia (hard)         | Vittel, Francia (hard)         | Vittel, Francia (hard)         | Vittel, Francia (hard)         | Vittel, Francia (hard)         |
|  |                        | Venezuela              | 1                      |           |                                               |                                               |                                               |                                               |  |  | Francia                        | 4                              |                                |                                |                                |
|  |                        | Croazia                | 4                      |           | Bassano del Grappa, Italia (Sintetico indoor) | Bassano del Grappa, Italia (Sintetico indoor) | Bassano del Grappa, Italia (Sintetico indoor) | Bassano del Grappa, Italia (Sintetico indoor) |  |  | Italia                         | 1                              |                                |                                |                                |
|  |                        |                        |                        |           |                                               | Italia                                        | 4                                             |                                               |  |  |                                |                                |                                |                                |                                |
|  |                        |                        |                        |           |                                               |                                               | Croazia                                       | 1                                             |  |  |                                |                                |                                |                                |                                |
|  |                        |                        |                        |           |                                               |                                               |                                               |                                               |  |  |                                |                                |                                |                                |                                |
|  |                        |                        |                        |           |                                               |                                               |                                               |                                               |  |  |                                |                                |                                |                                |                                |
|  | Svezia                 | Svezia                 | Svezia                 | Svezia    |                                               |                                               |                                               |                                               |  |  | Amburgo, Germania (Terra)      | Amburgo, Germania (Terra)      | Amburgo, Germania (Terra)      | Amburgo, Germania (Terra)      | Amburgo, Germania (Terra)      |
|  |                        | Svezia                 | 3                      |           |                                               |                                               |                                               |                                               |  |  | Germania                       | 1                              |                                |                                |                                |
|  |                        | Giappone               | 2                      |           | Tokyo, Giappone (Cemento indoor)              | Tokyo, Giappone (Cemento indoor)              | Tokyo, Giappone (Cemento indoor)              | Tokyo, Giappone (Cemento indoor)              |  |  | Argentina                      | 4                              |                                |                                |                                |
|  |                        |                        |                        |           |                                               | Giappone                                      | 1                                             |                                               |  |  |                                |                                |                                |                                |                                |
|  |                        |                        |                        |           |                                               |                                               | Argentina                                     | 4                                             |  |  |                                |                                |                                |                                |                                |
|  |                        |                        |                        |           |                                               |                                               |                                               |                                               |  |  |                                |                                |                                |                                |                                |
|  |                        |                        |                        |           |                                               |                                               |                                               |                                               |  |  |                                |                                |                                |                                |                                |
|  | Ungheria               | Ungheria               | Ungheria               | Ungheria  |                                               |                                               |                                               |                                               |  |  | Bratislava, Slovacchia (Terra) | Bratislava, Slovacchia (Terra) | Bratislava, Slovacchia (Terra) | Bratislava, Slovacchia (Terra) | Bratislava, Slovacchia (Terra) |
|  |                        | Israele                | 0                      |           |                                               |                                               |                                               |                                               |  |  | Russia                         | 3                              |                                |                                |                                |
|  |                        | Ungheria               | 3                      |           | Bratislava, Slovacchia (Terra)                | Bratislava, Slovacchia (Terra)                | Bratislava, Slovacchia (Terra)                | Bratislava, Slovacchia (Terra)                |  |  | Slovacchia                     | 2                              |                                |                                |                                |
|  |                        |                        |                        |           |                                               | Slovacchia                                    | 4                                             |                                               |  |  |                                |                                |                                |                                |                                |
|  |                        |                        |                        |           |                                               |                                               | Ungheria                                      | 1                                             |  |  |                                |                                |                                |                                |                                |
|  |                        |                        |                        |           |                                               |                                               |                                               |                                               |  |  |                                |                                |                                |                                |                                |
|  |                        |                        |                        |           |                                               |                                               |                                               |                                               |  |  |                                |                                |                                |                                |                                |
|  | Austria                | Austria                | Austria                | Austria   |                                               |                                               |                                               |                                               |  |  | Sydney, Australia (erba)       | Sydney, Australia (erba)       | Sydney, Australia (erba)       | Sydney, Australia (erba)       | Sydney, Australia (erba)       |
|  |                        | Indonesia              | 2                      |           |                                               |                                               |                                               |                                               |  |  | Svizzera                       | 1                              |                                |                                |                                |
|  |                        | Austria                | 3                      |           | Adelaide, Australia (erba)                    | Adelaide, Australia (erba)                    | Adelaide, Australia (erba)                    | Adelaide, Australia (erba)                    |  |  | Australia                      | 4                              |                                |                                |                                |
|  |                        |                        |                        |           |                                               | Australia                                     | 5                                             |                                               |  |  |                                |                                |                                |                                |                                |
|  |                        |                        |                        |           |                                               |                                               | Austria                                       | 0                                             |  |  |                                |                                |                                |                                |                                |

- Francia, Argentina, Russia ed Australia avanzano al World Group
- Italia, Slovacchia, Svizzera, Croazia, Svezia, Ungheria ed Austria giocano nel World Group idella Fed Cup 2002.
- Venezuela, Giappone, Israele ed Indonesia retrocedono al Gruppo I Zonale idella Fed Cup 2002.

Note: Germania ha rimpiazzato gli Stati Uniti nel World Group dopo il ritiro della squadra statunitense a causa degli attentati dell'11 settembre. 

### Finale
| Russia 1 | Parque Ferial Juan Carlos I, Madrid, Spagna 11 novembre 2001 Terra (indoor) | Parque Ferial Juan Carlos I, Madrid, Spagna 11 novembre 2001 Terra (indoor) | Belgio 2 |      |   |  |
| \| \| \| \| 1 \| 2 \| 3 \| \| \| - \| \| ---------------------------------------------------------------- \| --- \| ---- \| - \| \| \| 1 \| \| Nadia Petrova Justine Henin \| 0 6 \| 3 6 \| \| \| \| 2 \| \| Elena Dement'eva Kim Clijsters \| 0 6 \| 4 6 \| \| \| \| 3 \| \| Elena Lichovceva / Nadia Petrova Els Callens / Laurence Courtois \| 7 5 \| 7 62 \| \| \| |                                                                             |                                                                             |          |      |   |  |
| |                                                                             |                                                                             | 1        | 2    | 3 |  |
| 1 | Russia (bandiera) · Belgio (bandiera)                                       | Nadia Petrova Justine Henin                                                 | 0 6      | 3 6  |   |  |
| 2 | Russia (bandiera) · Belgio (bandiera)                                       | Elena Dement'eva Kim Clijsters                                              | 0 6      | 4 6  |   |  |
| 3 | Russia (bandiera) · Belgio (bandiera)                                       | Elena Lichovceva / Nadia Petrova Els Callens / Laurence Courtois            | 7 5      | 7 62 |   |  |

## Zona Americana

### Gruppo I
Squadre partecipanti
- Brasile
- Canada
- Colombia
- Rep. Dominicana — retrocessa nel Gruppo II idella Fed Cup 2002
- Ecuador — retrocessa nel Gruppo II idella Fed Cup 2002
- Messico
- Paraguay
- Uruguay
- Venezuela — promossa al World Group Play-offs

### Gruppo II
Squadre partecipanti
- Antigua e Barbuda
- Bahamas — promossa al Gruppo I idella Fed Cup 2002
- Barbados
- Bermuda
- Bolivia
- Cile
- Costa Rica
- Cuba
- El Salvador
- Guatemala
- Giamaica
- Panama
- Porto Rico — promossa al Gruppo I idella Fed Cup 2002
- Trinidad e Tobago

## Zona Asia/Oceania

### Gruppo I
Squadre partecipanti
- Cina
- Taipei cinese
- India
- Indonesia — promossa al World Group Play-offs
- Kazakistan — retrocessa nel Gruppo II idella Fed Cup 2002
- Nuova Zelanda
- Oceania Pacifica — retrocessa nel Gruppo II idella Fed Cup 2002
- Corea del Sud
- Thailandia
- Uzbekistan

### Gruppo II
Squadre partecipanti
- Figi
- Hong Kong — promossa al Gruppo I idella Fed Cup 2002
- Malaysia
- Filippine — promossa al Gruppo I idella Fed Cup 2002
- Singapore
- Sri Lanka
- Siria

## Zona Europea/Africana

### Gruppo I
Squadre partecipanti
- Bielorussia
- Bulgaria
- Danimarca — retrocessa nel Gruppo II idella Fed Cup 2002
- Estonia
- Regno Unito — retrocessa nel Gruppo II idella Fed Cup 2002
- Grecia
- Israele — promossa al World Group Play-offs
- Lussemburgo
- Macedonia — retrocessa nel Gruppo II idella Fed Cup 2002
- Paesi Bassi
- Polonia
- Romania
- Slovenia
- Sudafrica — retrocessa nel Gruppo II idella Fed Cup 2002
- Svezia — promossa al World Group Play-offs
- Ucraina
- Jugoslavia

### Gruppo II
Squadre partecipanti
- Algeria
- Armenia
- Bosnia ed Erzegovina — promossa al Gruppo I idella Fed Cup 2002
- Botswana
- Egitto
- Finlandia
- Georgia — promossa al Gruppo I idella Fed Cup 2002
- Irlanda
- Kenya
- Lettonia
- Lesotho
- Lituania
- Malta
- Moldavia
- Marocco
- Portogallo — promossa al Gruppo I idella Fed Cup 2002
- Tunisia
- Turchia — promossa al Gruppo I idella Fed Cup 2002